# Hanroth
Hanroth – miejscowość i gmina w zachodnich Niemczech, w kraju związkowym Nadrenia-Palatynat, w powiecie Neuwied, wchodzi w skład gminy związkowej Puderbach. Liczy 643 mieszkańców (2009). Leży na skraju Parku Natury Rhein-Westerwald. Po raz pierwszy wzmiankowana w XV wieku.